# مجموعة مؤرخي الحروب الصليبية
مجموعة مؤرخي الحروب الصليبية هي مجموعة رئيسة تضم عدة آلاف من الوثائق التي تعود إلى العصور الوسطى والتي كتبت أثناء الحروب الصليبية. جُمعَت الوثائق ونُشرَت في باريس في القرن التاسع عشر، وهي تتضمن وثائق باللغات اللاتينية واليونانية والعربية والفرنسية القديمة والأرمنية. وتغطي الوثائق الفترة الكاملة للحروب الصليبية، وكثيرًا ما يتم الاستشهاد بها في الأعمال العلمية، كوسيلة لتحديد موقع وثيقة محددة. عند الاقتباس من المجموعة، غالبًا ما يتم اختصارها إلى RHC أو RHC.
يمكن مشاهدة صور المستندات في بعض المكتبات الكبرى. يمكن أيضًا العثور على إعادة طباعة للمجموعة الكاملة عام 1967 التي اهتمّت بها دار نشر غريغ [الإنجليزية] في المكتبات الكبرى، وهناك أيضًا ملفات PDF كاملة النص متاحة عبر الإنترنت، والتي تم توفيرها من خلال مشروع المكتبة الوطنية الفرنسية غاليكا. يمكن تنزيل المستندات بالكامل، أو تصفحها صفحة بصفحة، مع النص الأصلي وترجمتها باللغة الفرنسية.

## المحتويات
ينقسم العمل إلى خمس سلاسل:
- لويس ("محكمة لوييس الملكية"؛ محاكمات القدس [الإنجليزية])
- المؤرخون الغربيون ("RHC Oc" أو "RHC Occ"؛ نصوص أوروبية غربية باللاتينية والفرنسية القديمة)
- المؤرخون المشرقيون ("RHC Or"؛ النصوص العربية)
- المؤرخون اليونانيون ("RHC Grec"؛ النصوص اليونانية)
- المؤرخون الأرمن ("RHC Arm"؛ النصوص الأرمنية)

## روابط خارجية
- RHC Lois I (1841) (متوفر أيضًا في أرشيف الإنترنت )
- RHC Lois II (1843) (متوفر أيضًا في أرشيف الإنترنت )
- RHC Occ vol. 1 (1844)(أيضًا في أرشيف الإنترنت )؛ الجزء الثاني (أيضًا في أرشيف الإنترنت )
- RHC Occ vol. 2 (1859) (موجود أيضًا في أرشيف الإنترنت )
- RHC Occ vol. 3 (1866) (موجود أيضًا في أرشيف الإنترنت )
- RHC Occ vol. 4 (1879) (موجود أيضًا في أرشيف الإنترنت )
- RHC Occ vol. 5 (1895) (موجود أيضًا في أرشيف الإنترنت )
- RHC أو المجلد. 1 (1872) (أيضًا في أرشيف الإنترنت )
- RHC أو المجلد. 2.1 (1887) (موجود أيضًا في أرشيف الإنترنت )
- RHC أو المجلد. 2.2 (1876) (موجود أيضًا في أرشيف الإنترنت )
- RHC أو المجلد. 3 (1884) (موجود أيضًا في أرشيف الإنترنت )
- RHC أو المجلد. 4 (1898) (موجود أيضًا في أرشيف الإنترنت )
- RHC أو المجلد. 5 (1906) (أيضًا في أرشيف الإنترنت )
- حجم ذراع RHC 1 (1869) (موجود أيضًا في أرشيف الإنترنت )
- حجم ذراع RHC 2 (1906) (أيضًا في أرشيف الإنترنت )
- RHC Grec المجلد. 1 (1875) (موجود أيضًا في أرشيف الإنترنت )
- RHC Grec المجلد. 2 (1881) (موجود أيضًا في أرشيف الإنترنت )